# Cabin Pressure (rozhlasový seriál)
Cabin Pressure je rozhlasová situační komedie, kterou napsal John Finnemore. První série byla vysílána stanicí BBC Radio 4 v roce 2008. Příběh sleduje osudy posádky jediného dopravního letadla malé společnosti MJN Air. Hlavními hrdiny jsou kapitán Martin Crieff (Benedict Cumberbatch, mimo třetí díl třetí série, ve kterém ho hrál Tom Goodman-Hill), první důstojník Douglas Richardson (Roger Allam), majitelka společnosti Carolyn Knapp-Shappey (Stephanie Cole) a steward Arthur Shappey (John Finnemore). Název se dá volně přeložit jako „Tlak v kabině“ (technický význam je přetlaková kabina letadla).

## Posádka
Carolyn Knapp-Shappey získá díky rozvodu dopravní letadlo a začne provozovat společnost MJN Air (My Jet Now – Teď je to můj tryskáč), která přepravuje pasažéry i náklad. Snaží se tak nejen pomstít bývalému manželovi, ale i dokázat, že zdaleka není nějaká vetchá stařenka. Občas na palubě vypomáhá jako stewardka.
Kapitánem je malý, zrzavý a velmi mladý Martin Crieff, kterému se kvůli nervozitě a tendenci k panikaření podařilo složit leteckou zkoušku teprve na sedmý pokus, a kterému neustále nikdo nevěří, že je kapitán. Místo kapitána získal jen proto, že pracuje zadarmo. Aby se uživil, jezdí zároveň s dodávkou jako stěhovák. Protože si nemůže dovolit nic lepšího, žije na půdě studentského domu.
První důstojník Douglas Richardson sloužil léta jako kapitán u společnosti Air England, odkud ho vyhodili proto, že kromě létání také pašoval nejrůznější zboží. Z dvojice pilotů je ten zkušenější, šikovnější a mnohem jistější, každý proto přirozeně předpokládá, že kapitánem je on. Jeho největší zábavou je dobírat si Martina a vymýšlet slovní hry, aby jim let rychleji ubíhal. Díky svým zkušenostem vždy ví, jak co zařídit, má spoustu užitečných známých a je velmi oblíbený. Během druhé série ale posluchači zjistí, že Douglas tají svoji pozici prvního důstojníka před vlastní manželkou Helenou. Douglas měl problémy s pitím, proto již devět let abstinuje. Byl třikrát ženatý, přičemž se během druhé série znovu rozvádí. Má dceru, o kterou se stará jedna z jeho ex-manželek.
Arthur Shappey je syn Carolyn, se kterou bydlí ve větším domě. V MJN Air pracuje jako steward a uklízečka. Arthur je věčný optimista, jeho další silnou stránkou je crazy golf. V drtivé většině ostatních stránek života je však dosti natvrdlý a nešikovný.

## Letadlo
Dopravní letoun G-ERTI (golf, echo, romeo, tango, india – viz mezinárodní NATO hláskovací tabulka, G je označení Velké Británie) je přezdívaný „Gertie“. Podle scénáře se jedná o typ Lockheed McDonnell 312, který ale ve skutečnosti neexistuje. Z pochopitelných důvodů si scenárista nemohl dovolit použít skutečný typ letadla, proto vymyslel slovní hříčku, kdy firma Lockheed existuje pod celým jménem Lockheed Martin a McDonnell je ve skutečnosti McDonnell Douglas.

## Seznam epizod
Ačkoliv to nebylo přímo řečeno, epizody jsou pojmenovány v abecedním pořádku. Jedinou výjimkou je třetí série, která měla začínat epizodou Newcastle, ale kvůli změně jednoho z hlavních herců (Benedicta Cumberbatche, který krátkodobě ztratil hlas, zastupoval Tom Goodman-Hill) bylo rozhodnuto, že bude zařazena až později. Název epizody se vždy váže k místu, kam MJN Air zrovna letí.
První série
- Abu Dhábí
- Boston
- Cremona
- Douz
- Edinburgh
- Fitton

Druhá série
- Helsinky
- Gdaňsk
- Ipswich
- Johannesburg
- Kuala Lumpur
- Limerick

Vánoční díl
- Molokai

Třetí série
- Qikiqtarjuaq
- Paříž
- Newcastle
- Ottery St. Mary
- Rotterdam
- Petrohrad

Čtvrtá série
- Timbuktu
- Uskerty
- Vaduz
- Wokingham
- Xinzhou
- Yverdon-les-Bains

Závěrečný dvojdíl
- Curych